# 特普訴赫德案的證人證供
從2022年4月11日至2022年6月1日在美國維珍尼亞州費爾法克斯縣進行的誹謗審判特普訴赫德案（英語：Depp v. Heard） 中，控辯雙方各自提供證人作證，以下是有關證人證供的詳細內容。

## 審判

### 特普的證人證供

#### 第1週

##### 克里斯蒂·登布羅夫斯基
第一個為特普作證的證人是他的姐姐兼私人經理克里斯蒂·登布羅夫斯基（Christi Dembrowski），她作證中表示，特普在小時候被母親虐待後，他發誓永遠不會施展家庭暴力。登布羅夫斯基作供說，她的兄弟過去不得不躲避他們的母親，並且在這段關係中也不得不躲避赫德，她表示每當赫德開始打架時，她都必須為特普預訂額外的酒店房間。登布羅夫斯基否認她擔心特普使用酒精和毒品；在盤問中，她說她一直擔心特普使用處方止痛藥。

##### 艾薩克·巴魯克
特普在與赫德結婚期間的老朋友和鄰居、藝術家艾薩克·巴魯克（Isaac Baruch）作證中表示，赫德在2016年5月告訴他，特普向她扔了一部手機並打了她，促使他「檢查她的臉」但並沒有看到任何傷害。在盤問中，他沒有發現赫德臉上有任何可以用來掩飾受傷的化妝品，但作證時表示他不是化妝專家。他說，赫德的「欺詐性」家庭虐待指控「徹底摧毀」了特普的家庭。他還作證說，看到了赫德和妹妹惠特尼的安全攝像頭錄像，在錄像中，赫德在惠特尼向赫德臉上扔了一記「假拳」後笑了起來；特普的律師辯稱，這是一種「假裝特普虐待」的做法。

##### 布蘭登·帕特森與吉娜·杜特斯
東哥倫比亞大廈總經理布蘭登·帕特森（Brandon Patterson）提供了一份錄像證供；這證實了大樓內大約80盤閉路電視錄像帶的準確性。特普的律師隨後致電其僱員斯蒂芬·杜特斯（Stephen Deuters）的妻子吉娜·杜特斯（Gina Deuters）作證。當赫德的朋友伊芙·巴洛（Eve Barlow）向赫德的律師展示了由杜特斯撰寫的Instagram帖子時，她的作證被打斷，這促使法官詢問杜特斯是否一直在觀看審判。杜特斯承認觀看過審判影片片段，結果她的證供從記錄中刪除。特普的律師後來指出，這條Instagram帖子是2021年1月發佈的，並指控赫德的律師向法庭歪曲訊息。法官隨後以巴洛違反禁止電話政策為由禁止其參加審判。

##### 凱特·詹姆斯
隨後，赫德的前私人助理凱特·詹姆斯（Kate James）向陪審團出示了一份事先錄製好的證供，她稱赫德「好鬥且有虐待行為」，稱赫德經常對她大喊大叫，並發送辱駡和「語無倫次」的短訊。她作證說，赫德使用了迷幻蘑菇、搖頭丸、和古柯鹼，並且容易出現「躁狂發作……類似於某人服用某種安非他明藥物。會作出沒有什麼意義的迅速動作。過度亢奮。她進一步證實，赫德對待自己的妹妹惠特尼很惡劣，跟「踢狗的關係」沒兩樣。她知道特普離婚後給她的短訊是什麼意思，他在短訊中要求詹姆斯「過來買點紫色，我們會好好修理她鬆弛的屁股。」

##### 勞雷爾·安德森
在2015年診斷過特普和赫德的治療師勞雷爾·安德森（Laurel Anderson）作證說，特普和赫德婚姻期間存在「相互虐待」，雙方有時會引發暴力衝突。她形容赫德害怕被遺棄，這導致她對特普作出暴力，並補充說特普比赫德更頻繁地試圖「緩和」暴力的發生。她進一步作證，特普和赫德都曾在孩提時代被父母毆打，稱特普幾十年來「控制得很好」，並沒有對以前的伴侶施暴，但與赫德在一起時，他卻「受到了創傷」。安德森表示，對於赫德來說，「如果她覺得不受尊重，那麼發起一場戰鬥對她來說是一種驕傲」，如果特普「要離開她來緩和戰鬥，她會打擊他，讓他留在那裡。」她說她在照片和親自看到赫德身上的瘀傷，特普告訴她赫德「她都是以同樣的方式」。

##### 大衛·基珀
在預先錄製的證供中，特普的私人醫生大衛·基珀（David Kipper）作證說，他診斷出特普患有多動症、雙相情緒障礙症、抑鬱症、失眠、物質依賴和慢性胃食道逆流。基珀表示，幾年前他曾試圖為特普戒除對酒精、鴉片類藥物、苯二氮卓類藥物和可卡因上癮的毒癮，而特普「擔心如果沒有藥物，他永遠不會感覺正常」。在治療期間，特普試圖解僱基珀，因為特普「認為他做不到」。基珀否認目睹特普和赫德之間的暴力行為。基珀作證說，在特普手指被切斷的事件發生後，他到訪特普在澳大利亞的出租房時，看到了血跡，房間凌亂：「有些東西被扔至周圍處。」事件發生後，他陪特普去了醫院，他說如果特普不遵守藥物治療計劃，他將停止治療，並表示特普必須「穩定」才能進行修復手指手術。基珀還作證說，一段時間後，特普發短訊給他，特普表示他已經開始服用贊安諾，因為它「可以讓人放鬆，我不經常使用它，只是用在我的大腦被我妻子這種糾纏不清和半真半假的事實所淹沒時。」

#### 第2週

##### 黛比·勞埃德
與基珀一同工作的護士黛比·勞埃德（Debbie Lloyd）作證說，形容特普與赫德的關係是「有毒的」，赫德會挑起與特普的爭論。她說，在特普手指受傷後，她於2015年到訪了特普在澳大利亞租住的房子，形容房子一片狼藉，牆上寫著字，電視機被毀。她還描述了在房子內搜尋特普被割斷的指尖之過程。

##### 基南·懷亞特
基南·懷亞特（Keenan Wyatt）自20世紀90年代以來一直是特普的現場音訊技術員，他作證時表示，他從未見過特普辱罵他人。他當時在一架私人飛機上，赫德指控特普虐待她，懷亞特否認看到特普對赫德大喊大叫或在飛機浴室昏倒。相反，他說赫德在旅途中一直對特普態度「冷淡」，在他試圖和她說話後，她衝著懷亞特大喊大叫。

##### 肖恩·貝特
特普的保安肖恩·貝特（Sean Bett）作證說，他從未見過特普或赫德對彼此施暴，但他們的關係最終演變為「不斷計較和爭吵」。貝特還在法庭上展示他在2015年3月和2015年12月拍攝特普受傷的照片。

##### 尊尼·特普

###### 主詢問
特普在作證時表示，他「從未打過」赫德或其他女性 ，他並起訴赫德為自己洗清罪名，修復她的指控對其事業造成的損害。他描述了他與施虐者母親的童年，並表示自己利用藥物作自我治療，以應對童年的創傷。他否認曾對羅西康以外的任何藥物上癮，並表示赫德「嚴重誇大」了他「非處方藥物濫用」的程度。特普作證說，赫德經常口頭侮辱他，隨著這些事件「不斷升級，我直接利用我年輕時學到的東西，那就是立即離開那個場合，這樣就不會繼續下去，因為你的耳朵聽到這麼多，永遠忘不了。」
特普還作證說，赫德有時會有施虐行為，並就赫德聲稱他訴諸暴力的具體事件作證。他否認2013年在赫德評論他的一個紋身後而變得暴力，並聲稱赫德在他2014年於巴哈馬解毒時，扣留了藥物，令他無法在藥物幫助下治療藥物成癮的戒斷症狀。他作證說，在2014年的一次私人飛機飛行航行中，赫德曾試圖發起爭吵，但他為了躲避她把自己鎖在浴室裡，最終吃了兩片止痛藥後在裏面睡著了。特普的律師團隊為陪審團播放了錄音。在一段錄音中，赫德告訴特普：「我沒有揍你……我沒有他媽的打趴你……我他媽的只是打你……你他媽的跟嬰兒沒兩樣……他媽的成熟點，尊尼。我確實打了一架。」而特普作證中，他指控赫德向他扔鍋碗瓢盆，她承認這一點，而特普在另一段作證中指控赫德將浴室門踢到他的臉上，赫德說她記不起，當時她服用了唑吡坦。
特普作證稱，2015年3月在澳大利亞發生的爭執，起源於赫德與特普的律師就簽署婚後協議的談話之後。他說他再次把自己鎖在浴室裏，而赫德正在「敲門，尖叫著髒話，想要發生肢體衝突」。他說他被這件事弄得心煩意亂，當他離開浴室時喝了伏特加後，酒癮又復發了。當赫德發現他喝酒時，他說她向他扔了兩瓶伏特加酒瓶，割斷了他右手的一根手指。他說這使他「精神崩潰」。特普在壁櫥裡躲了一段時間後，他開始用自己的鮮血在牆上寫下「我們過去的一些小提醒，這些提醒基本上代表了她告訴我的謊言——讓我發現她的謊言。」他說，他就受傷原因向澳大利亞醫療專業人員撒謊，是因為他「不想讓她陷入麻煩」。2015年12月，他表示，他在試圖阻止赫德攻擊他時，不小心撞到了赫德，赫德則試圖用指甲油假裝她的鼻子被打斷。他進一步指控赫德在2016年4月的生日聚會上爭吵時打了他的臉，不久之後將人類糞便留在了他的床邊。

###### 質證
赫德的法律團隊在盤問特普下，播放了特普的錄音。在一段錄音中，特普告訴赫德：「走開是必要的……尤其是在你我之間。這是最重要的。下一步，如果我不走開……就像在島中困獸鬥一樣。」在一些錄音中，特普大聲地侮辱赫德和說髒話。在另一段錄音中，赫德說她「在你揍了我一頓之後」結束了他們的關係，後來在同一次對話中，特普說他「犯了一個巨大的錯誤」，但不清楚特普指的是什麼錯誤，綜藝對此報導。關於赫德告訴特普把他的「香煙放在別人身上」的錄音，特普作證說他認為赫德「過分誇大」了說法。在另一段錄音中，赫德告訴特普：「我想要坐沙發。順便說一句，你剛剛把一根他媽的香煙扔在我身上。」特普作證說這件事是關於赫德「命令我坐在沙發上」，否認向她扔煙，但承認他可能向赫德彈了煙灰。在2016年7月的一段錄音中，在這對夫婦提出離婚並在赫德申請臨時保護令之後，特普問赫德：「你想要的疤痕在哪裡？」（他應該在哪裡割傷自己），而赫德則反復要求特普不要「割傷」自己。特普作證說，他「沒有威脅要傷害我自己」，但他「受傷了」，「受不了」，並要求赫德「把我的血灑出來，因為那是她當時唯一沒有的東西。」
在盤問中，特普還被問及他發送的短訊。在發給演員保羅·班特尼的短訊中，特普表示要「淹死」和「燒死安芭」，然後說：「我會在事後操她的焦屍一遍，以確保她死透。」班特尼回答說：「完全是我的想法。在我們宣布她為女巫之前，讓我們確定一下。」特普作證說，這些信息參考了踎低噴飯關於燒死和溺水女巫的短劇，稱其為「不敬和抽象的幽默」。關於特普發短信說他「在我們的爭鬥中搞瘋了，越行越遠」，特普否認這是在描述身體暴力。在另一條關於2014年5月航班的短信中，特普說服用了「粉末」、「藥片」和各種類型的酒精，包括「一千瓶紅牛伏特加」，成為「在他媽的黑暗中憤怒的印第安人 ，說著猥褻和侮辱任何他媽的敢靠近的人」。特普作證說他只是誇大其詞。在給各種人的短訊中，特普提到了「怪物」——特普對這個詞給出了各種解釋，比如酒精和毒品。赫德認為這是指他使用毒品。
從2014年到2018年，特普還看到了幾篇關於他的負面文章，赫德的律師聲稱，這些文章表明特普的聲譽在赫德2018年發表專欄文章之前已經受損。他稱這些文章為「熱門文章」，並否認知道《每日郵報》報導稱他在2018年10月被魔盜王系列電影解僱，這比赫德的專欄文章發表的時間早了一個多月。

#### 第3週

##### 本·金
在特普完成證詞和盤問後，他的前房屋經理本·金（Ben King）出庭作證，就2015年3月特普和赫德在澳大利亞租住房子所發生事件的善後處理作證。他詳細描述了房子的損壞情況，並說赫德「無法控制」地哭泣。他還描述了尋找特普被割斷的指尖之過程。在與赫德返回洛杉磯的班機上，他注意到她的前臂上有長長的傷痕。他說赫德曾問過他是否「曾經對某人如此生氣，以至於你失去了他們嗎 ？」

##### 塔拉·羅伯茨
塔拉·羅伯茨（Tara Roberts）在這段關係中管理著特普在巴哈馬的私人島嶼，她接下來作證說她從未見過赫德身上有任何瘀傷，但她曾見過特普「鼻樑上有個紅印」，並親眼目睹赫德在一次爭執中稱他為「一個即將死去的孤獨胖老頭」。在被盤問時，羅伯茨描述了特普對酒精的高度耐受性，並確認在一次事件中，特普從吊床上掉了下來，被發現臉朝下躺在沙子裡。羅伯茨作證說，在這件事發生後不久，她就安排特普的兩個孩子和赫德離開了小島。

##### 梅麗莎·薩恩斯、泰勒·哈登與威廉·加特林
洛杉磯警察局警官梅麗莎·薩恩斯（Melissa Saenz）和泰勒·哈登（Tyler Hadden）對這對夫婦2016年5月之間的一宗事件做出了回應，他們預先錄製的證詞隨後在法庭上播放。兩名警官都表示，他們沒有看到赫德身上有明顯的受傷跡象，稱她看起來「情緒激動」，而且「不合作」。在確定沒有犯罪發生後，他們離開了房屋。第三名警官威廉·加特林（William Gatlin）作證說，他當天晚上晚些時候到訪頂層公寓，但也沒有看到赫德有任何受傷跡象，兩分鐘後離開。

##### 香農·庫里
特普律師團隊聘請的法庭心理學家香農·庫里（Shannon Curry）提供證據來反駁赫德聲稱她患有創傷後壓力症是源於這段關係的說法。庫里作證說她和赫德待了12 個小時，吃鬆餅並進行了多項心理健康測試。她還檢查了赫德的病歷、「所有病例檔案」，以及音訊、照片和影片。庫里作證說，赫德「在被問及創傷後壓力症的症狀時嚴重誇大了這些症狀」，因為赫德告訴庫里，她有20種創傷後壓力症「核心症狀」中的19種，庫里表示「不是典型的患有最嚴重創傷後壓力症的人」。在進一步採訪赫德之後，庫里發現赫德只有創傷後壓力症20個「核心症狀」中的3種，並得出赫德沒有患上這種疾病的結論。
庫里根據她明尼蘇達多項人格問卷第2卷（MMPI-2）的結果，反而診斷出赫德患有邊緣型人格障礙和表演型人格障礙。庫里作證說，赫德的邊緣性人格障礙表現為「不穩定」，這是「被這種潛在的被遺棄恐懼感所驅動」。庫里作證說，患有邊緣性人格障礙的人「會不顧一切地試圖阻止」被遺棄，並且這種障礙「對於對伴侶實施暴力的女性來說，這似乎是一個預測因素」。庫里說，表演型人格障礙與「戲劇性和膚淺」有關。
在盤問中，赫德的律師辯稱，儘管庫里直到2021年12月才與赫德會面，但特普的律師已經在2021年2月的法庭文件中表示，庫里將診斷赫德患有邊緣型人格障礙，並作證赫德虐待指控虛假。庫里否認這是她當時的觀點，並說她的診斷是基於證據的。庫里表示，她並沒有得出結論，赫德的行為「表明她對特普先生的虐待指控是錯誤的，並且即使她沒有診斷出赫德患有創傷後壓力症，赫德仍然可能受到所謂的『心理上的傷害』虐待」。另外，庫里表示，很少有犯有虐待罪行的男性指控其女性伴侶虐待。赫德的律師向庫里質詢是否有潛在的偏袒，即庫里在被聘用之前與特普和他的前律師亞當·沃爾德曼在特普家共進晚餐。對此，庫里說：「這不正確，我在特普先生的家中接受了他的法律團隊採訪。晚餐已經送達了。」庫里還表示，她沒有對特普的心理健康進行過任何評估。

##### 克里斯蒂安·卡里諾與亞歷杭德羅·羅梅羅
曾是特普和赫德的朋友兼經紀人，人才經紀人克里斯蒂安·卡里諾（Christian Carino）作證說，他認為赫德的指控是迪士尼將特普從《魔盜王系列》中除名的決定性因素。法庭上展示了亞歷杭德羅·羅梅羅（Alejandro Romero）的一份事先記錄在案的證供，羅梅羅在特普和赫德共同居住的大樓擔任門衛。他說，他沒有看到赫德的臉受傷，也沒有看到臉上的化妝品。他還提到他不欲捲入此案。

##### 特倫斯·多爾蒂
在2021年12月的一段錄像證供中，美國公民自由聯盟首席運營官特倫斯·多爾蒂（Terrence Doughert）作證說，美國公民自由聯盟參與了「構思、起草和發布」2018年《華盛頓郵報》署名為赫德的專欄文章，其目的是「充分利用《水行俠》來作宣傳活動」，而2018年電影《水行俠》由赫德主演。多爾蒂還表示，赫德的法律團隊和美國公民自由聯盟對這篇文章進行了多次編輯，赫德文章中所指的施虐者是特普。他表示，赫德已承諾在10年內向美國公民自由聯盟捐贈350萬美元，這是她與特普達成的離婚協議贍養費金額的一半。多爾蒂作證說，2016年至2018年間，美國公民自由聯盟迄今共收到130萬美元，其中35萬美元直接來自赫德；50萬美元來自據信是當時與赫德約會的伊隆·馬斯克之捐贈者建議基金；35萬美元來自另一個捐贈者建議基金；作為和解協議的一部分，10萬美元直接來自特普。自2018年12月以來，美國公民自由聯盟沒有收到赫德進一步的分期付款，並且在2019年得知赫德「有財務問題，無法履行剩餘的承諾」。

##### 愛德華·懷特
特普的會計師愛德華·懷特（Edward White）作證說，赫德最初在離婚中要求400萬美元贍養費，但後來增加了金額。他還作證說，離婚後，特普的酒費從每年16萬美元「降至幾乎為零」。

##### 馬爾科姆·康納利
特普的保安馬爾科姆·康納利（Malcolm Connelly）作證說，赫德「想成為這段關係的掌權者」，並且他看到赫德向特普扔東西。他聲稱在特普身上看到了划痕和瘀傷，但從未在赫德身上看到過。他作證說，當他在特普手指受傷後抵達這對夫婦在澳大利亞租住的房子時，他看到赫德對特普尖叫，指責他是個懦夫。在盤問中，關於他與特普交換的禮物，康納利表示，特普送給他的禮物價值「遠遠超過」8500美元。康納利進一步表示，他忠於特普，理由是他對顧主的忠誠。當播放特普在澳大利亞事件中大喊「讓我感到噁心」的錄音時，康納利肯定特普當時很生氣。康納利還作證說他曾看到特普吸過大麻，並懷疑他吸食了可卡因。

##### 史達琳·詹金斯三世
特普的另一名保安史達琳·詹金斯三世（Starling Jenkins III）作證說，赫德告訴他，2016年4月留在她和特普床上的糞便是一個「糟糕的惡作劇」。他還聲稱在科切拉上看到了赫德因酒精和迷幻蘑菇而嘔吐，並否認他可能將赫德與她的妹妹混淆，當時赫德的妹妹已經懷孕而且生病了。

#### 第4週

##### 特拉維斯·麥吉文
特普的保鏢特拉維斯·麥吉文（Travis McGivern）作證說，他目睹赫德口頭侮辱特普，並且在2015年3月這對夫婦之間發生的一宗事件中，赫德聲稱特普虐待她。麥吉文反駁了赫德的說法，稱特普並沒有對她進行身體攻擊，儘管他說赫德和特普都「口頭上尖酸刻薄」地爭吵。與此相反，麥吉文作證說，他親眼目睹赫德向特普扔了一個紅牛鋁罐和一個袋子，並朝特普吐了一口唾沫及朝他臉上打了一拳，導致他的臉變得紅腫。他還作證說，在事件發生期間，他看到特普把赫德的衣服架子扔下樓梯。麥吉文否認赫德打特普是為了保護她的妹妹惠特尼。另外，麥吉文作證說，特普對酒精和藥物有很高的耐受性，當他亢奮時會變得「靜態」。

##### 傑克·惠格姆
法庭還聽取了幾個人關於特普事業的證供。自2016年10月起擔任特普經理人的傑克·惠格姆（Jack Whigham）作證稱，赫德在《華盛頓郵報》專欄表現為「來自受害者的第一身」，對特普的事業來說是「災難性的」。惠格姆作證說，在2016年赫德最初公開指控特普施行家庭暴力之後，根據指控公開之前簽訂的契约，特普仍然能够出演《謊言之城》、《東方快車謀殺案》和《怪獸與葛林戴華德之罪》等電影，所有這些電影都是在2017年拍攝的，使特普的收入超過3000萬美元。他表示，在2018年的專欄之後，特普因此在電影《水俁》被降薪，並根據他與迪士尼達成的口頭協定，損失了他本來可能獲得2250萬美元的另一部《魔盜王系列》電影角色。在盤問中，惠格姆作證說，迪士尼高管肖恩·貝利並未承諾聘請特普拍攝更多的《魔盜王系列》電影，儘管製片人謝利·畢咸瑪對這一前景非常感興趣。

##### 理查德·馬克斯
娛樂律師理查德·馬克斯（Richard Marks）作證說，赫德的專欄對特普的事業來說是「毀滅性的」，因為這是「Metoo聲言要消滅的那一撮演員之典型。」馬克斯說，這篇專欄文章指控的是身體虐待，與討論特普吸毒和飲酒的文章「有些不同」，他聲稱這是荷里活可以容忍的行為。在盤問中，馬克斯承認各個刊物都寫過批評特普的文章。馬克斯還確認，迪士尼已經轉發了他們與特普的業務關係而產生的所有文件，不過這些文件沒有提到赫德的專欄文章。

##### 道格拉斯·巴尼亞
知識產權專家道格拉斯·巴尼亞（Douglas Bania）提供了關於特普聲譽的證詞，他使用的圖表顯示了他對特普Q分數的分析，該分析用於衡量名人喜愛度，以及Google對其姓名的搜索結果。巴尼亞表示，自赫德2016年提出指控以來，特普的搜索結果變得更加負面，他的Q分數下降了。他作證說，他的分析並未試圖將特普聲譽的影響與他 2018年針對《太陽報》和赫德專欄的訴訟區分開來。

##### 邁克爾·斯賓德勒
經濟損失專家邁克爾·斯賓德勒（Michael Spindler）作證說，在赫德的專欄出版後的兩年裏，由於迪士尼拒絕讓特普出演《魔盜王》6，以及在非特許經營電影中失去機會，特普「損失了約4000萬美元的收入」。在盤問中，斯賓德勒表示，他無法確定這些損失是否是因為這篇專欄文章。

##### 艾琳·法拉蒂
赫德的護士艾琳·法拉蒂（前姓勃魯姆）在一段事先錄製的視頻證詞中作證，赫德有時會向她報告嫉妒和不安全感的問題，她「以前的應對技巧」包括「強迫性憤怒和大喊大叫」。赫德還向她報告說她對酒精和可卡因上癮，儘管她已經戒酒了「好幾年」。赫德進一步向她報告了「焦慮、飲食失調、注意力不足過動症、雙相情感障礙、互累症問題和偶爾失眠的病史。」法拉蒂作證說：「這種關係中普遍存在不和諧感……分歧、和解以及類似的重複模式。」2015年12月，她目睹了赫德嘴唇有傷口，但除此之外沒有觀察到任何傷害。
經過13天的作證，特普和他的律師於2022年5月3日晚些時候陳述結束。

### 赫德的證人證供

#### 第4週

##### 道恩·休斯
第一位辯方證人是認證法醫心理學家道恩·休斯，她被赫德的法律團隊僱用。休斯是創傷性壓力、暴力和虐待方面的專家，她在證供開始時描述了虐待關係的典型模式，以及受虐者通常如何試圖保持「正常的外表」。她說，受虐待的婦女為了自衛而採取暴力行動並不罕見。休斯在2019年和2021年對赫德進行了總共29小時的評估，並對她進行了心理測試，其採訪了赫德的母親和治療師，審查了赫德所有病例記錄，並審查了她的醫療記錄。赫德向她報告了特普幾宗「性暴力事件」和「身體暴力行為」。
休斯作證說：「赫德關於親密伴侶暴力的報告和（休斯）審查的記錄與我們在該領域所知的親密伴侶暴力相一致，其特點是身體暴力、心理攻擊、性暴力、強制控制和監視行為。」休斯診斷赫德患有創傷後壓力症，這是由於特普的虐待所致。休斯批評了原告證人香農·庫里使用的方法，並說赫德沒有像庫里聲稱患有邊緣性人格障礙或表演型人格障礙。休斯還表示，赫德以前的治療師都沒有診斷出赫德患有人格障礙，赫德同時告訴他們赫德受到虐待，其中兩人擔心赫德的安康。
在盤問下，休斯同意特普法律團隊的意見，即她「沒有對特普是否施行親密伴侶暴力作出判斷」，但她是根據「赫德的報告與我們所知的親密伴侶暴力一致而形成的意見」。當特普的法律團隊注意到休斯從未與特普交談過時，休斯為她關於這段關係的結論進行了辯護，稱她是通過分析證詞、筆錄和訊息得出的。休斯還表示，赫德告訴她，特普強迫她進行口交，但在盤問中作證稱，赫德最初將其描述為雙方同意的「憤怒性行為」，而且沒有聲稱使用任何「身體暴力」。休斯還作證說，赫德承認「在很多情況之下多次毆打特普」，以及推、撞和侮辱他。她辯稱，這無法與赫德聲稱從特普遭受的虐待相提並論，而且，全面瞭解這種關係的動態是評估家庭虐待的關鍵，她說：「你必須檢查這種關係中權力和控制——以及強制性控制——的差異，才能做出全面的决定。」

##### 安芭·赫德

###### 主詢問
在休斯之後，赫德開始了她的證供。她作證說，這種虐待始於2012年特普的侮辱和控制行為，並在2013年首次升級為暴力行為，當時她聲稱特普在她嘲笑他的一個紋身時多次毆打她。赫德作證說，特普非常嫉妒，不想讓她工作，他們的關係變成了「一場永無休止的鬥爭」。她說，特普在酒精或藥物的影響下特別容易暴怒，經常在打架後就離開。赫德作證說，當他清醒時，特普會「重新成為我所愛的那個令人難以置信、熱情、慷慨、善良的男人」，而她之所以留在這段關係中，是因為她想相信特普能夠保持清醒。在她的證供中，陪審團看到了赫德的多張照片，上面有據稱是特普虐待造成的割傷和瘀傷，她作證說她會化妝隱藏起來。
赫德作證說，在2013年的一次週末旅行中，特普發現另一名女子在向她傳遞短訊，於是在一場打鬥中對她進行了性侵犯。特普在指交她的陰道之前撕毀了她的衣服和內衣，並說她「不知道該怎麼做……我只是站在那裡。」在2014年的一次私人飛機飛行事件中，赫德聲稱特普指責她與她的聯合主演占士·法蘭高有染，然後踢了她的後背，導致她摔倒在地。赫德作證說，雖然機上其他人目睹了這一事件，但沒有人干預，特普很快將自己鎖在飛機的廁所裏昏倒了。陪審團觀看有關短訊，其中特普表示他「永遠不會再這樣做」並指責他的「疾病」，以及特普在飛行中嚎叫的錄音帶。赫德還聲稱，特普女兒在參觀他的遊艇時因特普酗酒而苦惱，在她試圖安慰特普的女兒時，特普將她撞在牆上並威脅要殺了她。在另一宗事件中，她描述了特普將她的狗懸掛在一輛行駛中汽車的窗外。赫德進一步作證說，在這對夫婦參加了大都會藝術博物館慈善晚宴之後，特普「把我推倒在沙發上，在某個時候他就打了我的臉。我懷疑我的鼻子斷了。我記得它腫脹、變色和發紅。」當她陪同特普前往他將要戒毒的私人島嶼時，她作證說「他扇了我一巴掌」。赫德作證說，她於2014年開始參加戒酒無名會家屬團體。
赫德作證稱，當他們於2015年初結婚時，她曾要求律師起草一份婚前協議，但特普表示「死亡是唯一的出路」，並解僱了律師。赫德進一步作證說，2015年3月，特普在他們逗留澳大利亞時對她進行了性侵犯，當時他正在澳大利亞拍攝《魔盜王》的第五部電影。根據赫德的說法，當特普吞下了十片MDMA後，爭吵就開始了，他指責她與她的聯合主演有染。赫德作證說，特普向她扔瓶子並多次打她，然後抓住她的脖子，用玻璃酒瓶「一遍又一遍地」強姦她，同時大喊「我他媽的恨你，你毀了我他媽的生活。」赫德說她不敢動，因為她擔心自己體內的瓶子破碎；接著她開始發昏。她還描述了在地上的碎玻璃上割傷了她的胳膊和腳，特普曾威脅要用一塊玻璃割傷她的臉，同時把它抵在她的臉上。她否認自己弄傷了特普的手指，稱自己在事情發生前服用了鎮靜劑並睡著了。法庭收到了房屋損壞的照片。
在就2015年3月下旬的事件作證時，赫德反駁了特拉維斯·麥吉文的證供，即她向特普扔了一罐紅牛鋁罐的說法，相反是特普向試圖干預的妹妹惠特尼扔了鋁罐。赫德作證說，在特普試圖打她的妹妹後，她打了他一拳。赫德還就2015年12月發生的一宗事件作證，稱特普在「毆打她」並用「拳頭敲打我的後腦勺」，同時尖叫著說他恨她。赫德說她「真的動不了」，認為特普「現在要殺了（她），而他甚至都沒有意識到這一點。」她還指責特普在那年聖誕節對她施行了性侵犯。

#### 第5週

##### 安芭·赫德

###### 主詢問
休息一週後，赫德完成了她的證供，證物包括幾張照片和錄音。她說，2015年他們在東方快車度蜜月期間，特普攻擊並意圖勒死她。在另一個例中，赫德作證說，在特普得知她被邀請與占士·法蘭高合作後，特普打她並將她扔進了家具裏。她還表示，特普有時會自殘：「在打架時，他經常會割傷手臂或將刀抵在胸前或劃出血，起初很顯而易見……他還把煙頭放在自己身上。」
根據赫德的證詞，到2016年初，特普的藥物濫用已經升級，他開始產生不在場的人之幻覺，並指責赫德說了她沒有說過的話。她作證說，暴力行為「在現在是正常的，不是例外」，並擔心如果她不離開，她「就活不下去了。……我相信他會做得太過火而我不復存在。」她作證說，在她2016年4月的生日那天，她和特普發生了一場爭吵，他們互相推撞，然後特普把香檳酒瓶扔到一幅畫上，「把我推到地上」和「在公共區域抓住了我的陰部」，然後離開。她否認第二天早上特普床上的糞便與她有任何關係，而是說這是由於他們的狗有腸道控制問題而引起的。她聲稱，特普一直認為她是罪魁禍首，而這正是他們在2016年5月討論的，當時她聲稱發生了最後一次暴力事件。她作證說，在她的朋友拉奎爾·彭寧頓（Raquel Pennington）和特普的保安小組介入之前，特普打了她，用手機砸了她的臉，還抓住了她的頭髮。赫德解釋說，她不與接到電話的警察合作，因為她想保護特普，不希望虐待行為公之於眾。赫德的律師團隊向陪審員展示了照片，這些照片顯示赫德的臉上似乎有紅色的痕迹和腫脹；陪審團還看到了特普向赫德發來的短訊，他似乎為這一事件道歉。
赫德作證說，她申請了臨時保護令，因為她想把家裏的鎖換掉，這樣特普就無法進入了。她詳細解釋了她將如何使用化妝品和冰塊來掩蓋瘀傷和其他傷害；她還表示，在公共場合總是化妝。赫德說她不想在離婚中得到特普的錢；在後來的轉播中，她作證說，特普在2015年賺了6500萬美元，如果她想要的話，根據加州法律，她有權獲得其中的一半。她表示，她已承諾分期捐贈700萬美元的離婚協議，但由於特普起訴她，她不得不在2019年停止支付，並表示她不得不花費超過600多萬美元的法律費用。
赫德作證說，自從虐待指控公開以來，她已經失去了很多角色，而且不得不加倍努力留在2018年電影《水行俠》中。她否認該專欄是指的是特普，而是關於她提出離婚後的經歷。赫德進一步作證說，在特普的律師亞當·沃爾德曼聲稱赫德是2020年虐待特普的人之後，她的合同被歐萊雅中止，她為《末日逼近》 的宣傳工作也取消了。她還表示，她在將於2023年上映的《水行俠2》中場景已經大大減少，並且自從沃爾德曼的指控之後，她只在另一部電影中工作過。

###### 質證
在盤問下，特普的律師表示赫德在她聲稱自己受到虐待期間拍攝的許多照片中沒有明顯的傷痕。赫德說，這是因為她化了妝，並用冰塊消腫。她聲稱2015年3月被強姦後沒有尋求醫療護理，是因為她不想告訴任何人。赫德進一步表示，在許多情況下她沒有尋求醫療護理，是因為她很尷尬，但表示她已經與她的治療師交談過此事。
當被問及為什麼她在被特普起訴前幾個月公開地宣稱自己擁有這筆錢，但仍未完成捐贈時，赫德堅持認為，她打算在不再被起訴後完成捐贈，並且她將「捐贈」和「承諾」視為同義詞。特普的律師辯稱，赫德根本不怕特普，她在音頻和情書上對特普說的話可以證明；赫德回答說：「這是一個試圖殺死我的人……這當然很可怕。但他也是我的丈夫。」特普的律師向陪審團展示了一把赫德在2012年送給特普的小刀，據稱是赫德不怕特普的證據。赫德作證說，她在他們關係中「最好的時期」送刀給特普，當時特普還清醒，因此她並不害怕。她否認曾經襲擊過特普，但作證時她說有時不得不為保護自己。她還表示，她和特普都會互相辱罵對方。特普的律師聲稱，赫德通過改變對比度改變了她在2016年5月事件中受傷的照片；赫德否認了這一點，稱兩張照片之間的光線變化，是與房間裏的燈被打開以更好地露出她的臉有關。

##### 伊歐·蒂萊特·賴特
伊歐·蒂萊特·賴特（iO Tillett Wright）是赫德的朋友，是住在東哥倫比亞大廈的特普頂層公寓的住客之一，他在一段錄像證供中作證說，他從未見過特普虐待赫德，但赫德告訴了他這件事。賴特說，特普曾與他討論過他的藥物濫用問題，嫉妒導致他為赫德以前的戀愛關係中酗酒和暴怒。賴特還作證說，特普在醉酒或亢奮時可能會對赫德不屑一顧，而特普在與赫德結婚後曾告訴賴特「我可以打她的臉，而沒有人可以阻止。」賴特表示，在2015年之後，他與特普關係不再友好。他就2016年5月的事件作證說，他在電話裏聽到砰的一聲，聽到尖叫聲，特普說「你認為我打了你？你認為我他媽的打了你？如果我把你他媽的頭髮剝了又怎麼？」賴特說，他掛斷了電話，給赫德的鄰居拉奎爾·彭寧頓打電話，然後撥打了911。

##### 拉奎爾·彭寧頓
拉奎爾·彭寧頓（Raquel Pennington）是赫德的朋友，住在哥倫比亞東部大樓的特普頂層公寓之一的住客之一，她在一段錄像證供中作證說，她多次看到赫德受傷，赫德不得不化妝來掩蓋這些傷痕。彭寧頓作證說，赫德聲稱在澳大利亞被强姦後，她看到了赫德腳上的傷口，並在2015年12月事件發生後拍攝了赫德面部和頭皮受傷的照片。她說，2016年5月，當特普最後一次襲擊赫德時，她介入他們的爭鬥。彭寧頓作證說，她聽到公寓外有人大喊大叫，進入後看到特普對赫德大喊大叫，赫德向彭寧頓求助。彭寧頓作證說，她站在他們中間，用自己的身體保護赫德，而特普則繼續對她大喊大叫，然後在他的保安到達之前摧毀了公寓的一些物品。彭寧頓作證說，那天晚上拍攝的赫德的照片準確地描述了她當時的樣子，沒有改變過。她表示，她一直擔心赫德的人身安全，特普可能無意中對她造成比預期更嚴重的傷害。

##### 約書亞·德魯
當時彭寧頓的未婚夫約書亞·德魯（Joshua Drew）在一段錄像證供中作證說，在2016年5月的事件發生後，特普將一個瓶子砸在他們公寓的門上，然後衝了進來，以一種「咄咄逼人」的方式接近德魯「尖叫、咒罵、吐口水在我臉上。」德魯將赫德描述似為「緊張症」，她不想報告這一事件，而是要求德魯與警方交談。

##### 伊麗莎白·馬茲
2016年5月事件發生時，赫德的熟人伊麗莎白·馬茲（Elizabeth Marz）正在探訪彭寧頓，她在一段錄像證供中作證說，特普大喊大叫衝進了彭寧頓在頂層公寓的居所。她說，特普似乎喝醉了，嚇壞了馬茲。她還表示，赫德「顯然非常不開心」，她的臉看起來像是被打過一樣。

##### 惠特尼·亨利克斯
赫德的妹妹惠特尼·亨里克斯（Whitney Henriquez）親自作證，她說她目睹了特普和赫德在2015年3月發生肢體衝突，之後她被要求籤署保密協議。她作證說，在特普承認有外遇後，這對夫婦開始互相大喊「可怕的事情」，而且特普將一罐紅牛鋁罐扔向他的私人護士黛比·勞埃德。亨里克斯說，特普打了她的後背，促使赫德打他，然後特普抓住赫德的頭髮，在他的保安介入之前開始反復毆打她。亨里克斯作證說，特普還在頂層公寓毗鄰房間中損毀屬於赫德的物品。另外，亨利克斯作證說，特普曾將他和赫德的約克夏犬從一輛行駛中的汽車的窗戶伸出去，並威脅要將狗用微波爐加熱；在另一宗事件中，他將一把牛排刀扔向他的助手。亨利克斯說特普因酒精而導致憤怒和辱罵，並且他控制赫德在公共活動中只可以穿什麼。亨里克斯說她在赫德身上看到了瘀傷，隨著關係的發展，赫德體重減輕，變得孤僻，開始失眠。在盤問中，特普的律師質問亨里克斯關於與特普一起吸食可卡因的事，並在給他的短訊中開玩笑說要毆打赫德；亨里克斯說，文字是「糟糕的」玩笑，她當時並不了解情況。

##### 梅蘭妮·英格萊西斯
赫德的前化妝師和朋友梅蘭妮·英格萊西斯（Melanie Inglessis）在一段影片證供中作證，她在2015年12月出現在《占士·柯登深夜秀》之前，是如何用化妝來掩蓋赫德的傷勢。她形容赫德「眼睛下方和鼻樑處變色」，嘴唇裂開，而且她少一撮頭髮。

##### 克里斯蒂娜·塞克斯頓
赫德的前表演教練和朋友克里斯蒂娜·塞克斯頓（Kristina Sexton）在一段錄像證供中作證，特普貶低赫德的職業選擇和持批評態度，而且這對夫婦的關係在接近尾聲時「非常緊張」。塞克斯頓作證說，在2013年的一次週末旅行中，當時赫德聲稱特普襲擊了她時，她目睹了這對夫婦之間的激烈爭吵，第二天早上，這對夫婦的拖車「完全被毀了」。塞克斯頓否認看到特普對赫德施暴，但有一次，「我看到他朝她沖過來，這時保鏢介入了。」她進一步作證說，赫德在關係結束時體重減輕了令人擔憂的程度，並開始缺席會議和向他們哭訴。

##### 布魯斯·威特金
布魯斯·維特金（Bruce Witkin）是特普的老朋友和前樂團搭檔，他在一段錄像證供中作證說，特普在與女性的關係中有著非理性的嫉妒，包括赫德與凡妮莎·帕拉迪絲的關係。他說，他和特普身邊的大多數人，包括他的妹妹克里斯蒂，一直擔心他濫用藥物，但特普的員工普遍不敢解決這個問題。威特金作證說，他在2013年與基思·理查茲一起拍攝紀錄片時，曾看到赫德的手臂上有一處瘀傷。赫德聲稱特普在此之前曾虐待過她。他還說，他曾有一次看到特普「嘴唇肥腫」。

##### 特蕾西·雅各布斯
從20世紀90年代到2016年代理特普的聯合人才機構經理人特蕾西·雅各布斯（Tracey Jacobs）作證說，在她擔任他的經理人的過去十年裏，她發現為他商討角色越來越困難，因為特普在電影佈景中遲到和濫用藥物而敗壞了聲譽。她曾將特普推薦給大衛·基珀進行藥物濫用治療。雅各布斯作證稱，到2016年，特普不再是「世界上偉大的演員」； 她還否認曾就《魔盜王6》進行過任何談判。雅各布斯表示，2016年，特普以其在聯合人才機構的悠久歷史為由，向聯合人才機構索要了2000萬美元；相反，雅各布斯只為他安排了一筆銀行貸款。她表示，特普的訴訟進一步損害了他的事業。雅各布斯說特普有憤怒的問題，但她沒有親眼目睹他對女人施暴。她進一步表示，由於出現裸體場景，特普曾試圖阻止製作2018年電影《倫敦戰場》，這是赫德在他們的關係期間出演的電影。

##### 喬爾·曼德爾
特普的前業務經理喬爾·曼德爾（Joel Mandel）作證說，特普在超支和濫用藥物方面存在嚴重問題。他表示，在2003年電影《魔盜王：決戰鬼盜船》大獲成功後，特普的生活方式變得越來越奢華，但在2016年之前的幾年裏，他許多電影都不成功。曼德爾進一步作證說，特普曾一度每月花費數千美元購買處方藥。

##### 埃倫·巴爾金
埃倫·巴爾金與特普有過短暫的性關係，並與他一起出現在1998年電影中《賭城風情畫》演出，她在一段錄像證供中作證稱，特普是一個「嫉妒」和「控制欲強」的人，而且他大部分時間要麼喝醉，要麼亢奮。她說，當他們爭吵時，特普曾經向她「扔」出一瓶酒瓶，並且因為巴爾金背部的划痕而「非常非常生氣」，堅稱她在欺騙他。

##### 米歇爾·莫羅尼
赫德的前律師米歇爾·馬爾羅尼（Michele Mulroney）在一份錄像證供中作證說，赫德曾要求她在這對夫婦結婚前草擬一份婚前協議。馬爾羅尼作證說，當特普打電話給她，口頭侮辱她並代表赫德解僱她時，該協議從未達成。

##### 蒂娜·紐曼
代表迪斯尼的製作主管蒂娜·紐曼（Tina Newman）就她和包括艾倫·霍恩（Alan Horn）及艾倫·伯格曼（Alan Bergman）在內的其他高管就討論特普的聲譽進行作證。她表示，他們在電子郵件中討論了在2015年第五部《魔盜王》電影片場中對特普個人生活和行為的負面風評。紐曼說，她既不承認也不否認在這些討論中提到了赫德的專欄，或者是否影響到特普以至其沒有被要求回歸第六部《魔盜王》電影。

##### 亞當·沃爾德曼
赫德聲稱特普的律師亞當·沃爾德曼（Adam Waldman）在製造針對她的誹謗活動中發揮了重要作用，他作證說，他已經向《每日郵報》提供了兩份有關此案的錄音，而且他亦與「互聯網記者」交流，例如負責社交媒體帳戶「那個雨傘人」。沃爾德曼告訴《每日郵報》：「安芭·赫德和她在媒體上的朋友們根據他們的需要，利用虛假的性暴力指控用作劍和盾。」另外，他以律師-客戶守密特權為由拒絕回答幾個問題。

##### 傑西卡·科瓦切維奇
赫德的前經理人傑西卡·科瓦切維奇（Jessica Kovacevic）在一段錄像證詞中作證說，在特普於2019年初起訴赫德後，赫德的事業受到影響，特普的律師亞當·沃爾德曼開始公開指責她虛報並製造了一場騙局。科瓦切維奇作證說，在2018年12月上映的《水行俠》大獲成功後，原本預計赫德會獲得更多角色和代言，但最後都沒有實現。科瓦切維奇進一步表示，她無法像往常那樣為赫德在續集中的演出談判出更高的薪金，而赫德失去了一個電影角色。科瓦切維奇表示，赫德在《水行俠》的觀眾評估中得到了很好的評價，儘管在票房大熱中出現，赫德事實低迷唯一合乎邏輯的原因是負面新聞和推文指責她是騙子和施虐者。

##### 羅恩·施內爾
社交媒體資料分析專家證人羅恩·施內爾（Ron Schnell）親自作證，2020年4月至2021年1月31日，有超過200萬條關於赫德的負面推文被發送。其中四分之一的人引用了沃爾德曼的來源，沃爾德曼洩露音訊檔案後，關於赫德的負面標籤激增。

##### 艾倫·布勞斯坦
特普的前精神科醫生艾倫·布勞斯坦（Alan Blaustein）在一段錄像證供中作證說，特普「偏執」和嫉妒，他與赫德的關係「非常混亂」，他對她有很大的憤怒。特普還告訴他，他與凡妮莎·帕拉迪絲的關係「憤怒而混亂」。布勞斯坦作證說，特普沉迷於大麻、酒精和鴉片製劑，布勞斯坦觀察到它們影響了特普的記憶。他說特普曾和他談過「與魔鬼戰鬥」，他解釋說「這是與自己戰鬥的表現」。布勞斯坦進一步作證說，特普談到他童年所受的虐待，以及赫德如何讓他想起他的「精神病姐姐」和母親。

#### 第6週

##### 理查德·摩爾
作為專家證人的整形外科醫生理查德·摩爾（Richard Moore）作證說，特普對自己手指受傷的說法與他所受的傷害類型「不一致」。 摩爾表示，一瓶瓶子從上面撞擊手指會傷到指甲，但特普的指甲沒有受傷。根據摩爾的說法，這種傷害看起來更像是手指在門或抽屜裏被壓傷而所造成的傷害。

##### 大衛·斯皮格爾
作為專家證人的精神病學家大衛·斯皮格爾（David Spiegel）測試了特普的行為，包括藥物濫用障礙與親密伴侶暴力的風險因素「相關」。他進一步作證，指特普表現出自戀行為，並表示審判本身就是一個例子。在盤問下，特普的律師辯稱，斯皮格爾違反了高華德守則，即美國精神病學協會的指導原則，即精神科醫生不應在未經當面檢查的情况下診斷公眾人物；斯皮格爾對此予以否認，稱他對特普的病歷進行了廣泛審查。他進一步表示，赫德的法律團隊曾兩次要求對特普進行精神評估，但特普拒絕了。

##### 凱瑟琳·阿諾德
作為專家證人的娛樂分析師凱瑟琳·阿諾德（Kathryn Arnold）作證說，根據她的分析，如果不是沃爾德曼的指控和對她的誹謗運動，赫德在2018年電影《水行俠》成功後的幾年裏可能賺得高達5000萬美元。她表示，品牌和電影製片廠「現在無法與（赫德）合作，因為每次提到她的名字，負面情緒就會再次爆發。」阿諾德進一步作證說，特普的事業沒有受到赫德專欄的影響，因為「在他提起訴訟之前，幾乎沒有人知道專欄的存在。」她說特普的訴訟和本身的「古怪行為」才是罪魁禍首。
5月24日，赫德的律師團隊在八天的證人證供後結束了他們的辯護。

### 特普的反駁證人

#### 濱田沃特
DC影業的總裁濱田沃特作證說，赫德在《水行俠之失落王國》中扮演的角色梅拉並沒有因為沃爾德曼的說法而受到威脅，但工作室擔心赫德與積遜·莫瑪之間缺乏化學反應，後者主演的是水行俠。濱田表示，赫德的角色並沒有减少，因為《水行俠2》很早就被設想為莫瑪的角色和他同父異母的兄弟奧姆國王（柏德烈·韋遜）之間的「搭檔喜劇」，而不是專注於梅拉和水行俠之間的浪漫關係。

#### 摩根·奈特
摩根·奈特（Morgan Night）是約書亞樹一處拖車公園的經營者，2013年5月，特普和赫德在那裏度過了一個晚上。他作證說，他親眼目睹赫德對特普大喊大叫，特普回應「畏縮」而且「幾乎害怕」。他駁斥了赫德關於拖車已被特普「完全損毀」的說法，相反他作證說，第二天早上他檢查了該拖車，發現只有一具壁燈部分損壞，沒有發現其他損壞。他說，特普被追加了62美元的附加費，以更換損壞的燈具。奈特在審判程序開始後成為證人，被認為適合作證，他成為特普的證人之一後，就「沒有上網」。特普的律師在回復了支持特普的Twitter帳號「那個雨傘人」的推特後聯系到了他，該推特講述了他在拖車公園目睹的一切。奈特還作證說，特普的第一任妻子洛瑞·安妮·阿利森曾在他1999年執導的一部電影中工作。

#### 大衛·A·庫布勒
2015年3月重建特普手指的外科醫生大衛·A·庫爾伯（David A. Kulber）作證，他在手術後用「大塊」石膏包紮了特普的手。他說石膏的形狀讓特普很難抓住任何人或握成拳頭。

#### 理查德·馬克斯
理查德·馬克斯（Richard Marks）被傳喚反駁阿諾德的證供。他聲稱阿諾德在演員合同談判方面缺乏經驗，而且她誇大而且不准確地估計《水行俠》成功後赫德可能獲得的收入。他批評阿諾德將赫德與積遜·莫瑪、姬·嘉鐸、安娜·迪艾瑪絲、千黛亞和基斯·派恩等演員進行比較，這些演員要麼在超級英雄電影中扮演了標題人物，要麼在成功的電視連續劇中扮演過主角。在盤問過程中，馬克斯作證說，他不記得曾就一部超級英雄電影談判過合同，也不記得有哪個女演員在主演過一部電影後沒有被另一家製片廠僱用。

#### 邁克爾·斯賓德勒
邁克爾·斯賓德勒（Michael Spindler）回憶，並批評阿諾德使用混合方法來估計赫德所謂的收入損失，稱她的計算「沒有得到充分支持」和「不合理」。

#### 道格拉斯·巴尼亞
早前曾作證的道格拉斯·巴尼亞表示，他的分析發現，在社交媒體上使用「#為尊尼伸張正義」和「#安芭·屎」（#Amber Turd）的標籤總數中，有35%發生在亞當·沃爾德曼的聲明發表之前。他辯稱，因此沃爾德曼不用對赫德的負面風評負責。他還作證稱，阿諾德將赫德的職業軌跡與他提及的演員比較並不是很好，因為他們的Q分數較高，社交媒體的關注度也較高。

#### 理查德·肖爾
精神科醫生理查德·肖爾（Richard Shaw）被傳喚反駁赫德證人大衛·斯皮格爾的證供，後者作證稱「特普的行為與藥物使用障礙和親密伴侶暴力相一致」。肖爾認為斯皮格爾違反了高華德守則，即精神科醫生不應就公眾人物的精神狀態發表公開意見。

#### 詹妮弗·豪威爾
詹妮弗·豪厄爾（Jennifer Howell）是極樂世界藝術的創始人，也是赫德的妹妹惠特尼·亨利克斯的前朋友。她作證說，她給惠特尼所發的電子郵件是真實的，惠特尼是特普涉嫌虐待的唯一證人。豪厄爾說她「在這種情況下非常掙扎，我非常愛惜一個行差踏錯的人，我知道他們這樣做是因為他們試圖保護他們的姊姊。」赫德此前曾作證說，她向極樂世界的兒童藝術項目捐贈了25萬美元。豪厄爾作證說，該組織確實收到了25萬美元的匿名捐款，但他們認為這筆捐款是伊隆·馬斯克給出的。

#### 坎迪·戴維森-戈德布隆
洛杉磯兒童醫院的代表坎迪·戴維森-戈德布隆（Candie Davidson-Goldbronn）作證，赫德沒有向該組織捐贈350萬美元。赫德事前曾承諾向該醫院捐獻700萬美元贍養費的一半。她證實，截至她預先記錄的證供時，洛杉磯兒童醫院直接從赫德處收到了25萬美元，此外，特普的會計師愛德華·懷特作為執行離婚協議的一部分，代表赫德支付了10萬美元。

#### 摩根·特里曼
名人網站TMZ的前僱員摩根·特里曼（Morgan Tremaine）作證說，在他與TMZ合作期間，該機構獲悉赫德將於2016年5月出現在洛杉磯法院，因此他派攝影師在那裡拍攝赫德「離開法院，她會停下來，轉向鏡頭，展示瘀傷」。特里曼作證說，2016年8月，他將TMZ攝影師派往赫德訪問過的一家律師事務所，並詳細說明TMZ攝影師被派往律師事務所並不常見。特里曼還作證說，TMZ在特里曼收到錄像約15分鐘後，發布了一段特普摔門並扔瓶子的影片；特里曼進一步作證說，如果TMZ知道來源，TMZ可以在幾分鐘內發佈影片，但如果TMZ不知道來源，那麼在發布影片之前可能需要數週時間才能確定版權。

#### 凱特·摩絲
凱特·摩絲從1994年到1998年一直與特普保持著關係，其針對赫德的證供所說「我立刻想到凱特·摩絲和樓梯，我朝他揮拳」。摩絲作證說，特普「從未推、踢或扔」她下樓梯。她說她在一場暴風雨中在牙買加度假村的樓梯不小心滑倒，特普後來幫助並「送我就醫」。

### 赫德的反駁
5月26日，赫德告訴陪審員，她正在遭受「分分鐘」的騷擾，包括死亡威脅以及每天的創傷，這導致其要求她的朋友在接近她時遵守特殊的「規則」，以防止她的焦慮發作。